# Stjørdalselva

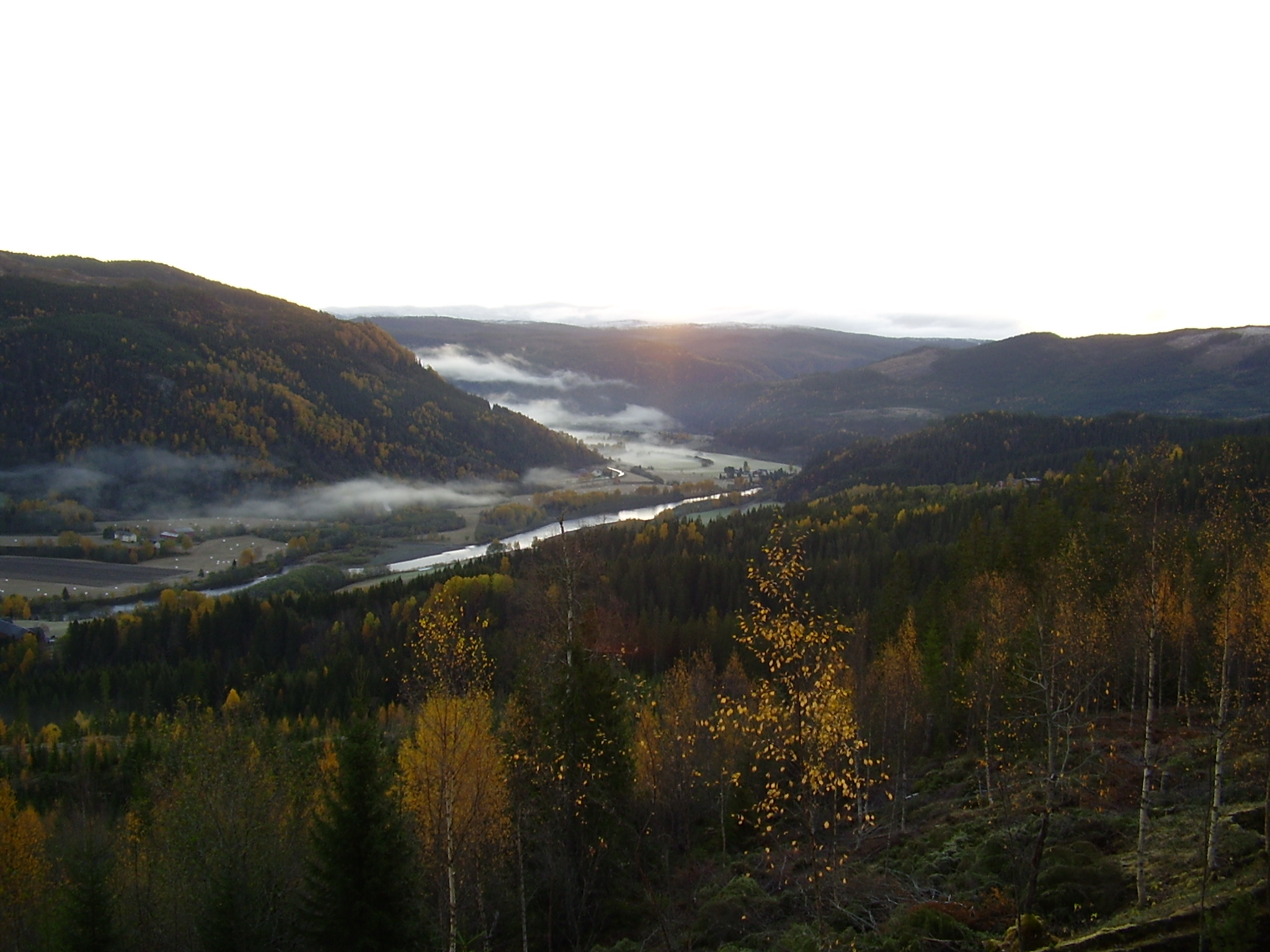
Vall de Stjørdal amb el riu Stjørdal al centre.

El riu Stjørdal (o Stjørdalselva en noruec; també Stjördalsälven en suec) és un riu de 70 quilòmetres de llargada que s'estén al llarg de la frontera noruec-sueca per la vall de Stjørdalen a través dels municipis de Meråker i Stjørdal abans de desembocar al fiord de Trondheim. La desembocadura es troba entre les localitats de Stjørdalshalsen i de Hell just al sud de l'Aeroport de Trondheim-Værnes. La desembocadura del riu va ser traslladada per permetre que la pista s'expandís al delta.
La ruta europea E14 i el ferrocarril de la Línia de Meråker segueixen el riu des del seu naixement fins a la desembocadura.